# オスカー・ミヒャリク
オスカー・ミヒャリク（Oskar Michallik, 1923年1月18日 - ）は、ドイツのクラリネット奏者。
ドイツ国領ボイテン出身。ブリュッセルでクラリネットを学ぶ。1949年からシュターツカペレ・ベルリン、1961年からコーミッシェ・オーパーのそれぞれの首席クラリネット奏者を務めた。